# Mil Mi-34

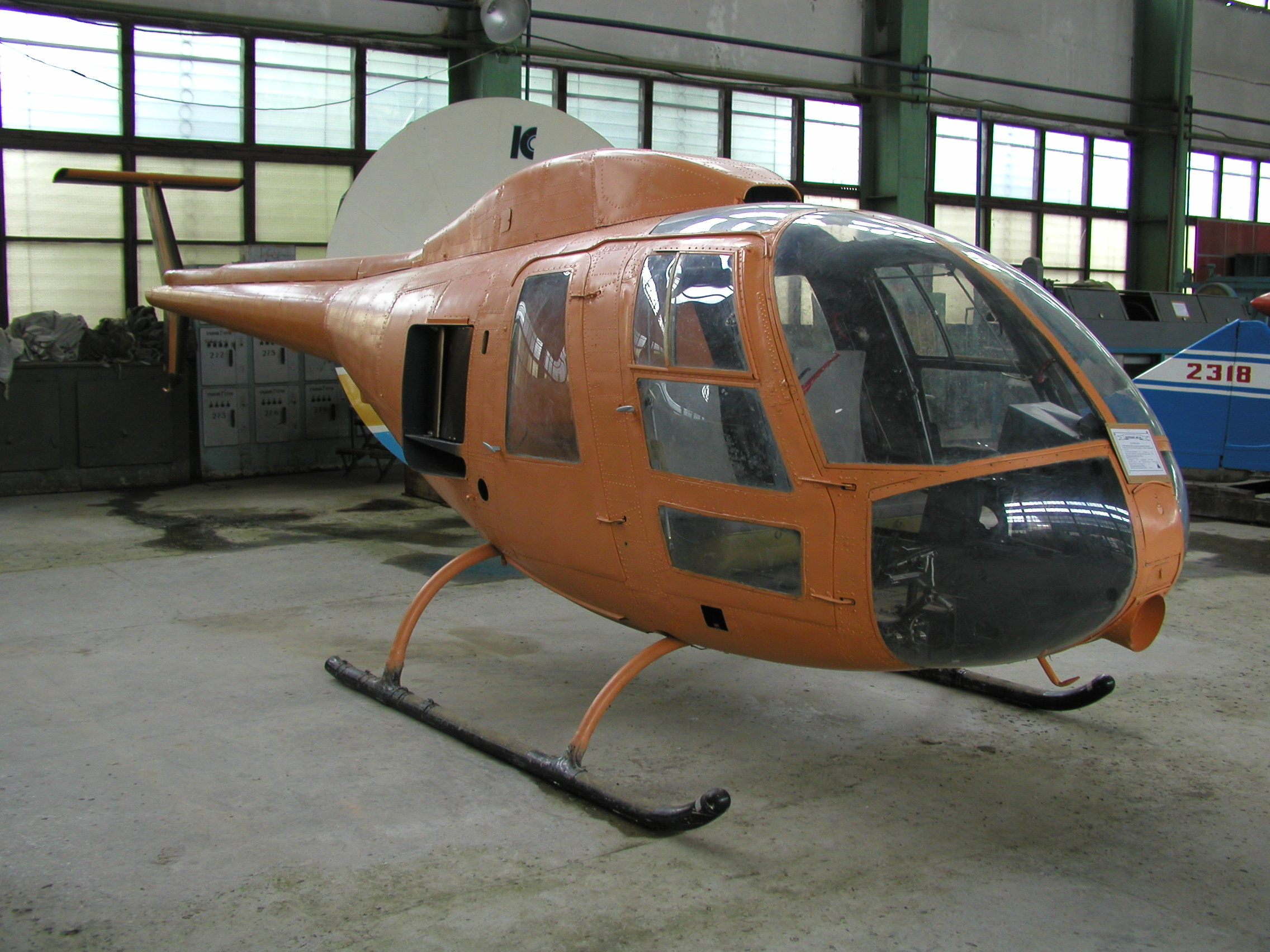
Mil Mi-34

De Mil Mi-34 (Russisch: Ми-34) (NAVO-codenaam: Hermit) is 2-4 zits lichte instructie- en competitie-helikopter. Hij vloog voor het eerst in 1986 en kwam in dienst in 1989. Hij kan vele aerobatische manoeuvres uitvoeren waaronder ook rolls en loopings. 

## Varianten
- Mi-34 - Originele versie, extreem manoeuvreerbaar.
- Mi-34A - Luxeversie, niet in productie.
- Mi-34C - Vierzits productiemodel.
- Mi-34L - Niet in productie.
- Mi-34M - Tweemotorig toestel.
- Mi-34M1 - Niet in productie.
- Mi-34M2 - Niet in productie.
- Mi-34P - Politiehelikopter.
- Mi-34V (Mi-34VAZ of Mi-234) - Tweemotorig toestel.
- Mi-34S - Aerobatisch toestel.
- Mi-34UT - Trainer.
- Mi-44 - Voorstel voor een nieuw toestel, één model gemaakt in 1987.

## Specificaties
- Bemanning: 1 piloot
- Capaciteit: 3 passagiers
- Lengte: 11,42 m
- Rotor diameter: 10,01 m
- Hoogte: 2,75 m
- Leeggewicht: 800 kg
- Max. takeoff gewicht: 1.350 kg
- Motoren: 1× Vedeneyev M-14V-26 9 cilinder radiale motor met 240 kW
- Max. snelheid: 210 km/h
- Plafond: 4.500 m
- Actieradius: 450 km